# Кадирбаева, Фатима
Фатима Кадирбаева (род. 12.3.1951, станция Отыз-Адыр Карасуский район, Киргизская ССР) — советский специалист сельского хозяйства, заслуженный экономист Казахской ССР. Депутат Верховного Совета СССР 9 созыва (1974), делегат XXV съезда КПСС (1976).

## Биография
Окончила Алма-Атинский сельскохозяйственный институт, экономический факультет (1976).
В 1968—1980 годах работала в совхозе «Боген» Алгабасского района. В 1968-1977 гг. старший чабан (в её отаре было 750 овец, тонкорунных мериносов). В 1976 году получила по 136 ягнят на 100 овцематок, добилась увеличения настрига шерсти до 4 килограммов, при сохранности поголовья 98%.
В 1980—1987 годах — заместитель председателя исполнительного комитета Алгабасского района.
В 1987—1995 годах — директор совхоза Майбулак Алгабасского района.
В 1996—1998 годах — председатель производственного кооператива Алгабас.
В 1998—2000 году — зам. директор учреждения обл. УВД — ИЧ/167/10 .
С 2002 года работает в департаменте внутренней политики Южно-Казахстанской области.

## Награды
Награждена орденами Трудового Красного Знамени (1973), Ленина (1976).
 Лауреат Премии Ленинского комсомола.